# 焦電効果
焦電効果（しょうでんこうか、英: pyroelectric effect）とは、温度変化によって誘電体の分極（表面電荷）が変化する現象をいう。この現象を示す物質は、焦電体と呼ばれる。焦電体は圧電効果を示すので、圧電体の一種でもある。また、強誘電体は必ず焦電体である。電気石は焦電効果を示すことからこの名前が付けられた。
なお、pyroelectric は焦電気のほかにパイロ電気やピロ電気とも訳され、1824年にブリュースターによりギリシャ語で fire の意の pyro から名付けられた。

## 概要
電気石や酒石酸といった誘電体の結晶はその一部に熱を加え温度を変化させるとその表面の両端に正負に分極された電荷が生じる。この現象やこれによって生じる電気を焦電気と呼ぶ。なお加熱時にプラスに帯電する端を同類端、マイナスに帯電する端を異類端という。1756年、ドイツの物理学者フランツ・エピヌスによって初めて確認されたものとされる。
焦電体は、温度変化の検出に用いられる。焦電体は、常温でも常に分極しているが、通常は表面にイオンを吸着しているので分極は観測されない。しかし、温度の変化によって分極が変化すると、変化分を電圧として検出することができる。この性質から、温度変化を電圧として取り出す焦電素子として用いられる。また、集光レンズと併用することによって赤外線センサに用いられる。